# Adriana Rodríguez Vizcarra
Adriana Rodríguez Vizcarra Velázquez (Ciudad de México, 22 de diciembre de 1949) es una empresaria y política mexicana, miembro del Partido Acción Nacional (PAN). Fue diputada federal de 2006 a 2009.

## Biografía
Tiene estudios truncos de licenciatura en Letras Españolas en el Instituto Tecnológico y de Estudios Superiores de Monterrey (ITESM) y cuenta con estudios de diplomados en iplomados en Desarrollo Humano, Desarrollo Personal, Liderazgo y Habilidades Directivas; y capacitación y actualización en Jafra Cosmetics. Fue miembro del Consejo consultivo de la licenciatura en Administración de Empresas del ITESM, campus León.
Desde 1976 se desempeñó como vendedora de los productos Jafra Cosmetics, con los cuales desarrolló una empresa propia, en 1996 fue cofundadora de la empresa Servicios Profesionales de Guanajuato, S.A. de C.V. Es integrante de la Asociación Mexicana de Mujeres Empresarias A.C. (AMMJE) en León de los Aldama, Guanajuato, asociación de la que fue vicepresidenta de 2000 a 2003 y presidenta de 2003 a 2005.
De 2003 a 2005 fue consejera y secretaria de la comisión de Salud del Instituto Municipal de la Mujer en León, en 2003 fue también presidenta de la Comisión Estatal de Inclusión Social dentro del Consejo para el Diálogo con los Sectores Productivos, y de 2003 a 2005 participante en el consejo estatal para el Diálogo con los Sectores Productivos en Guanajuato.
En las elecciones de 2006 fue candidata del PAN a diputada federal por el Distrito 6 de Guanajuato, logrando el triunfo y siendo elegida para la LX Legislatura que concluyó en 2009. En esta legislatura fue presidenta de la comisión de Economía; e integrante de las comisiones de Turismo; de Atención a Grupos Vulnerables; y del Comité del Centro de Estudios para el Adelanto de las Mujeres y la Equidad de Género.
De 2012 a 2015 fue titular del Instituto de la Mujer Guanajuatense en la administración del gobernador Miguel Márquez Márquez. En las elecciones de 2024 es candidata a senadora por Guanajuato en segunda fórmula, postulada por el PAN.